# Castulo xanthomelas
Castulo xanthomelas är en fjärilsart som beskrevs av Oswald Beltram Lower 1892. Castulo xanthomelas ingår i släktet Castulo och familjen björnspinnare. Inga underarter finns listade i Catalogue of Life.